# 山寮東明宮
東明宮是臺灣臺南市學甲區的一間廟宇，主祀神為李府千歲，另外陪祀則有池府千歲與虎爺等神祇，在學甲慈濟宮的代表選舉區為東南郊區，是山寮聚落的角頭廟宇。也因為是學甲十三庄47角頭的成員，故而也是學甲慈濟宮每年上白礁祭典，以及四年一科刈香的主要參與廟宇之一。先時位於新達里，然2006年2月1日進行行政區域調整，將新生里與達明里合併為新達里，因而目前行政區為於學甲新達里里境內。

## 建廟沿革
在清代的嘉慶年間山寮即已開始奉祀李府千歲，乃緣於當時山寮與鄰近庄頭的族長劉連等8人，倡議庄頭需有神明來庇佑居民，因而便雕刻一尊李府千歲神像，予以保祐庄民們平安順利，然只是彼時山寮地區正值開發中因而人煙稀少，加上當時的先民皆是以務農為主，因此經濟上較無富裕，所以起初並無建廟祀奉，而供奉方式皆是由倡議雕刻神像的8位信眾，輪流迎請會自家的方式來奉祀。
如此情形經過15年之後，復有鄰庄謝姓信徒加入奉祀行列，自次之後供奉方式便成為三庄合併奉祀，而在1928年之後，3庄的信徒定每年的農曆十月十五日，舉行3庄信眾參拜公神的盛會，並將神像迎回當年的庄頭值年信徒爐主家中供奉。如此的奉祀形式一直沿用，只是到了1976年之後因山寮地區進行地方的基層社區建設，當時的社區理事們便萌生在興建社區活動中心時，順便將神像移置活動中心，並將空間與廟宇結合起來，於是庄民與信徒遂廟宇的興建以及各項募款工作。  
活動中心同為東明宮目前位置，而此位置乃是經由慈濟宮的保生大帝所親自擇定，於1977年農曆五月慶成。今日的東明宮為1992年在原地所重建，其外觀為北方形式的宮殿屋頂，重建後又在2007年時再行修整。，在有了固定的祭祀場所後，廟方定每年農曆六月十八日為廟慶日，此外也在農曆十月15日舉行拜天公的祭典儀式，即信徒們說的「謝冬」（謝公愿）的祭典儀式。

## 軼事

### 八股爐奉祀
東明宮自清朝起的祭祀信仰是由八股爐開始，而所謂八股，即是當初提議雕刻李府千歲的8位原始信徒，8人各是為當時庄頭族長劉連，加上劉四、劉光仕、劉大抱、黃九清、王水、王妙、黃什等7個庄民所組成，而因為當時庄頭的經濟能力較不理想，無法立即建廟奉祀神尊，因而倡議的8人每年輪流迎回神尊在家中供奉，且除神尊外同時也須將香爐一併迎請，所以此爐便稱為八股爐，八股爐奉祀的故事便是由此而來，且彼時也以每年農曆四月26日慶祝聖誕千秋為主要祭祀。

### 交陪活動
因東明宮為山寮的角頭廟，因此在當地的社區扮演著重要的角色，近年來一直對外與其他友廟進行交陪，並參與各大的宗教活動，其中最盛大的便是慈濟宮的上白礁刈香與謁祖遶境，其中也包含有文化部舉辦的年度宗教文化祭活動等宗教盛事和祭祀活動。

## 圖集

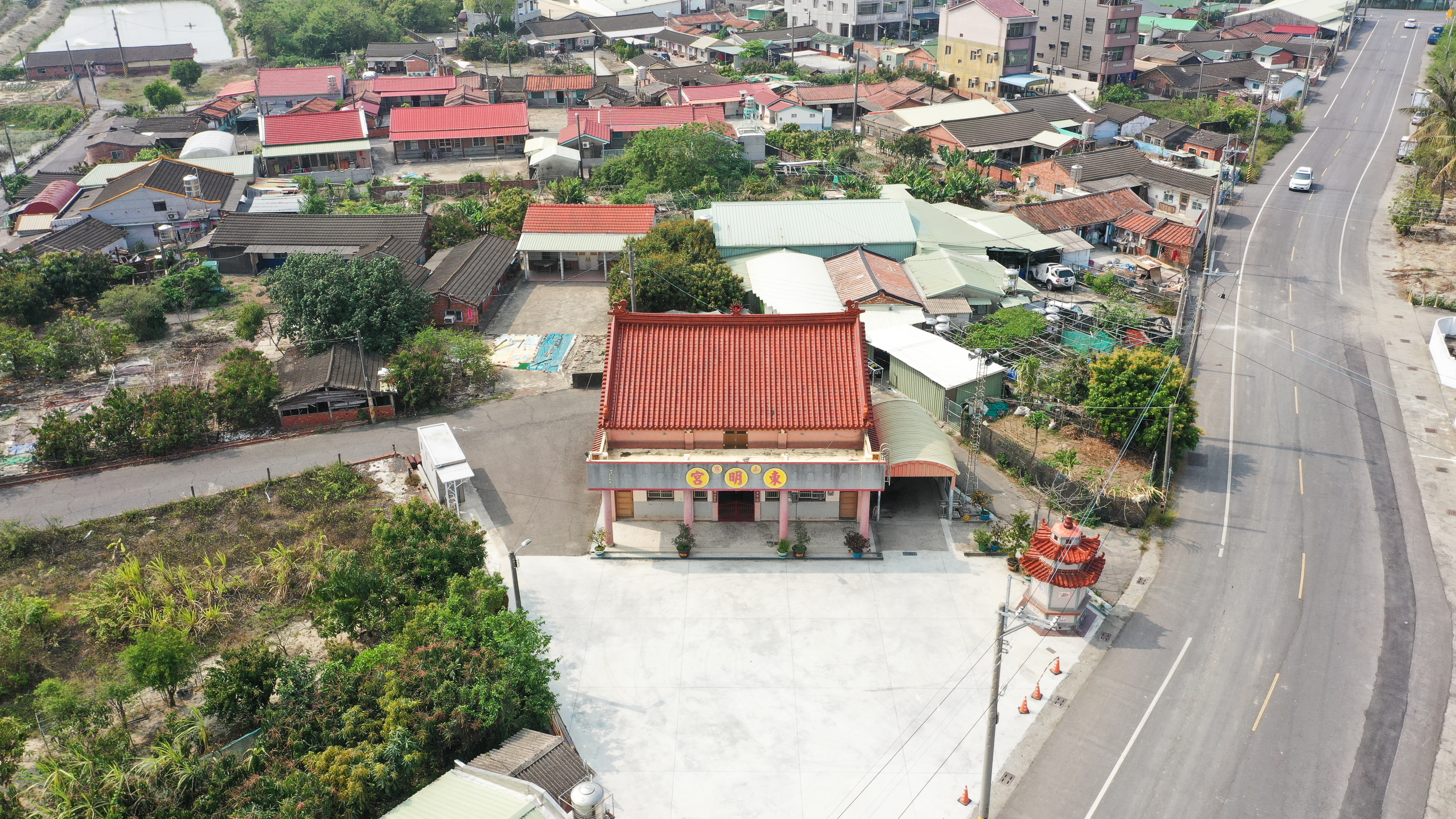
山寮東明宮空照
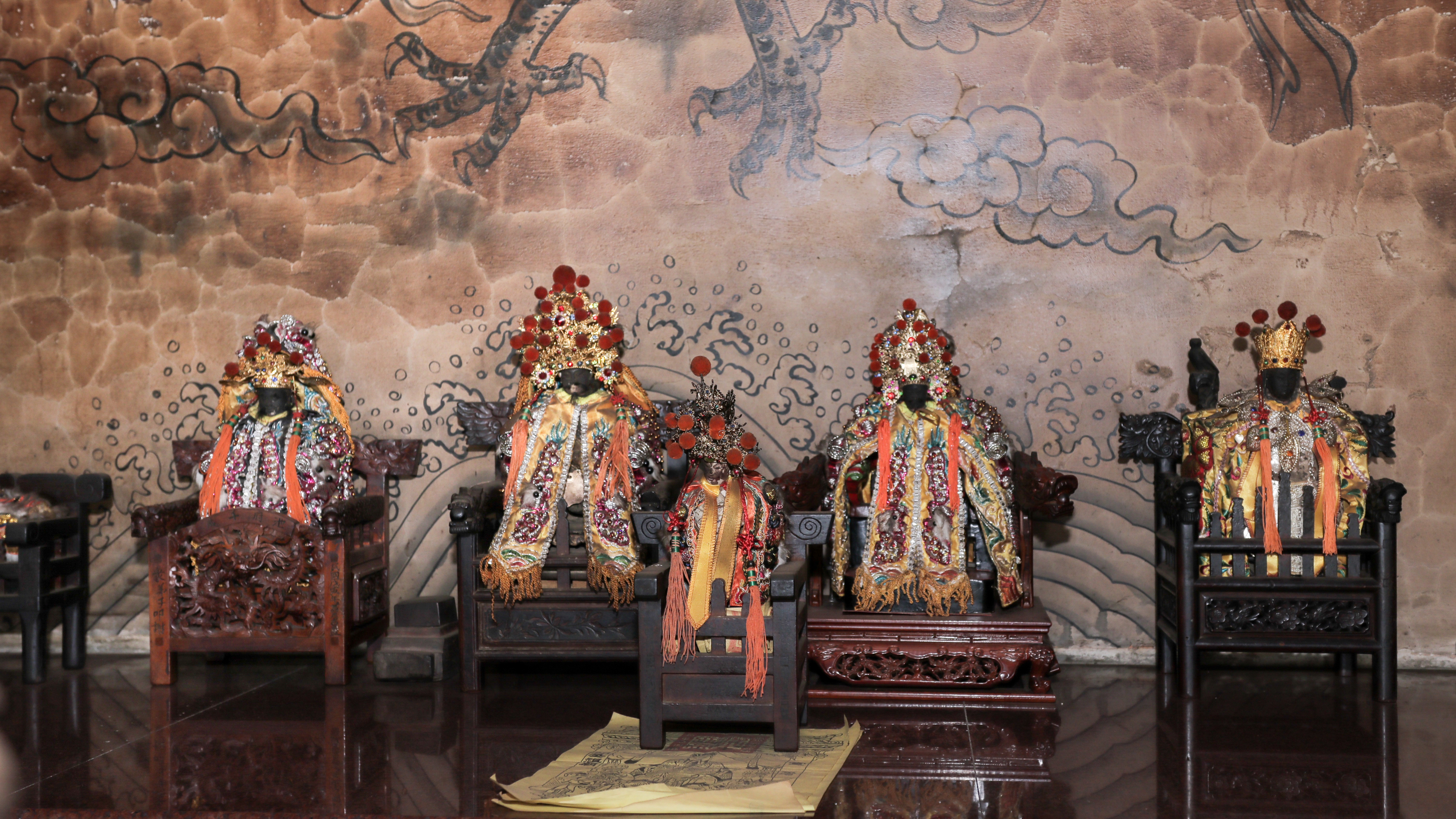
山寮東明宮神龕
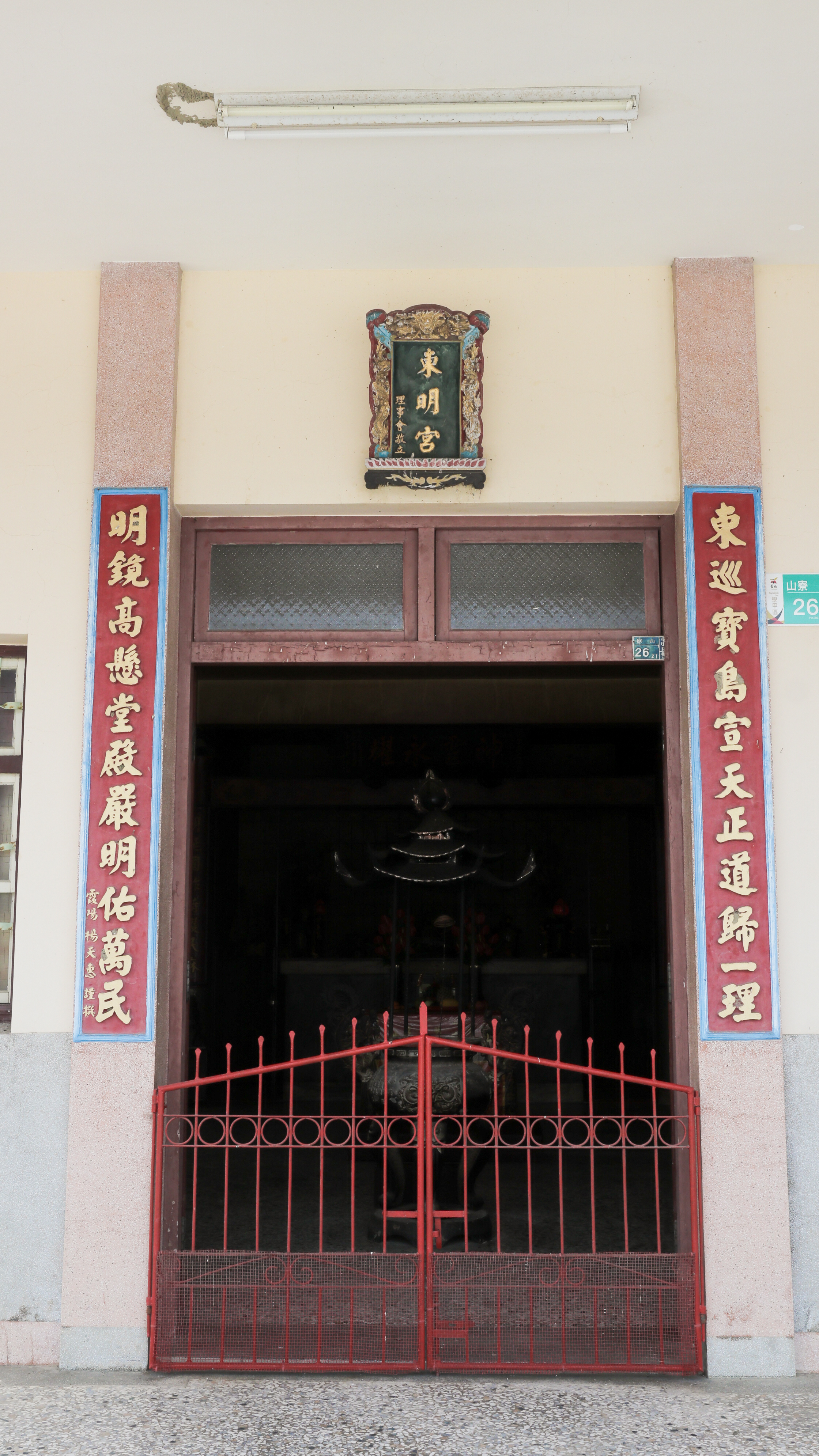
正門楹聯
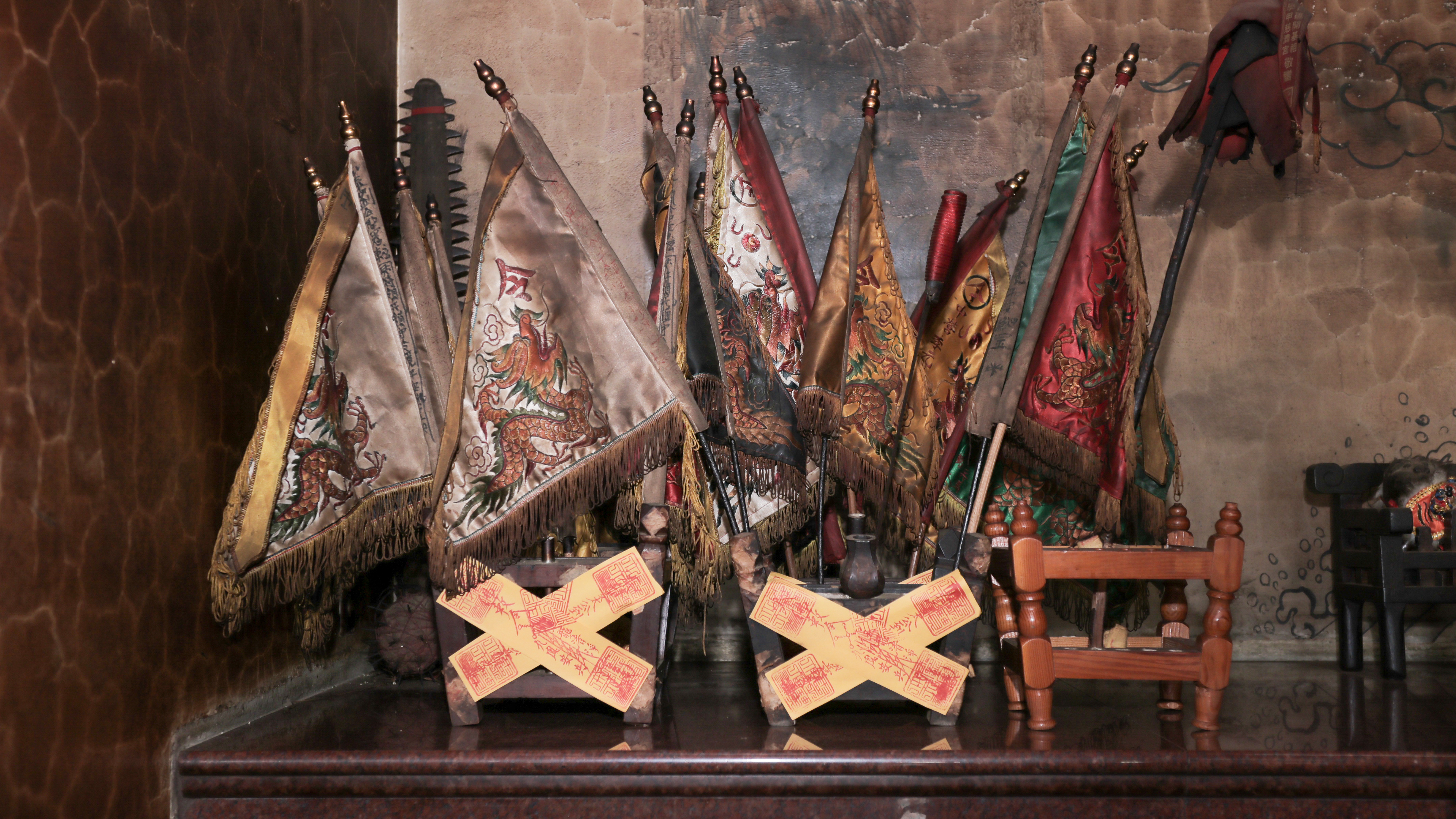
五營神將令旗
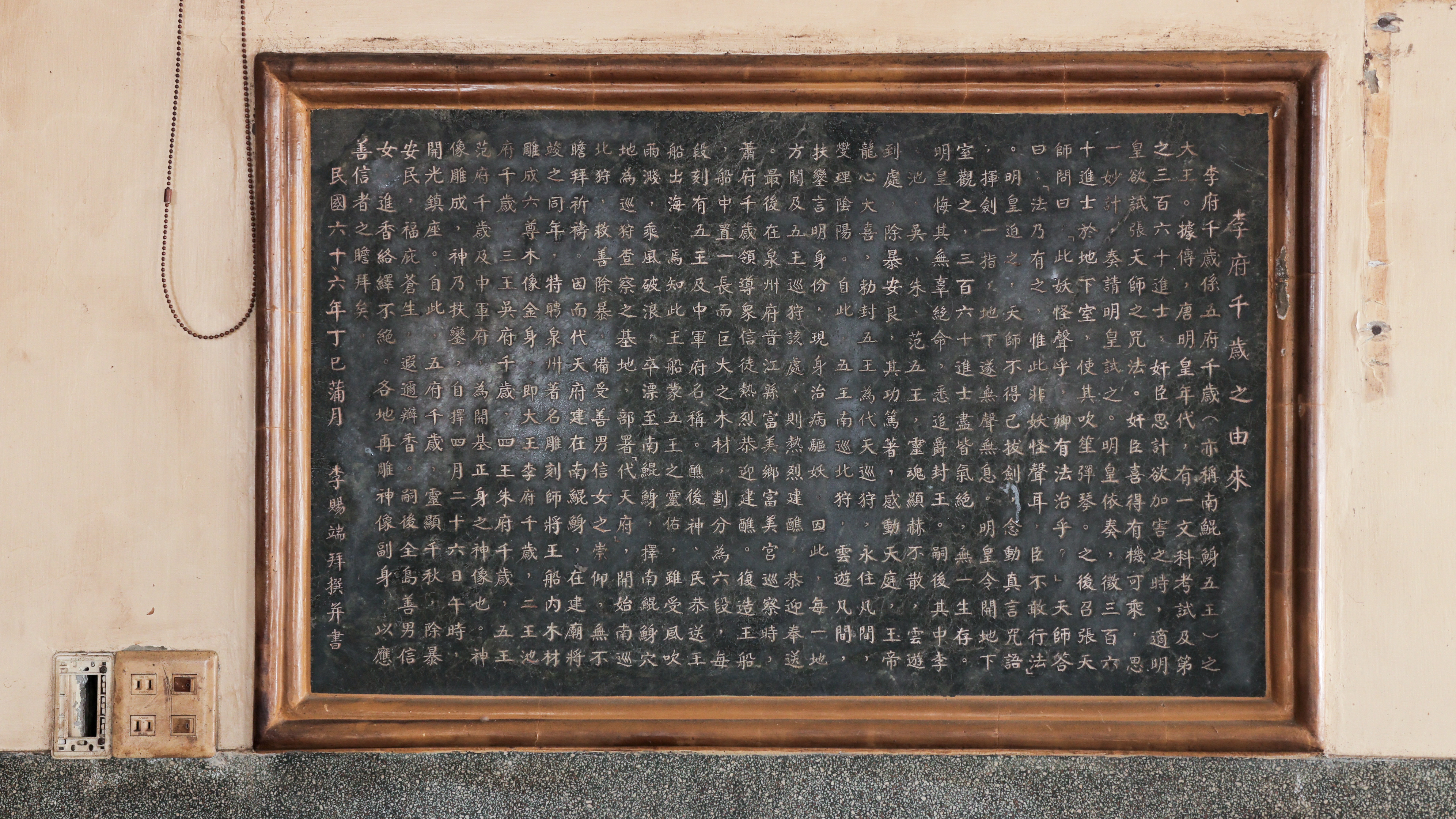
主祀神祇李府千歲簡介